# Rue Beaurepaire (Nantes)
Pour les articles homonymes, voir Rue Beaurepaire.
La rue Beaurepaire est une voie de Nantes, en France.

## Situation et accès
Située dans le centre-ville de Nantes, la rue Beaurepaire, qui relie la rue du Pont-Sauvetout à l'allée d'Orléans, est une artère pavée se terminant par un escalier public de trois volées et qui n'est donc pas ouverte à la circulation automobile.
En transitant par cette artère, elle présente l'avantage aux usagers des transports en commun de pouvoir effectuer des correspondances entre la ligne 3 du tramway à la station Bretagne dans la partie haute de la rue, et la ligne 2 de tramway et plusieurs lignes de bus (dont des lignes Chronobus) à la station Place du Cirque dans la partie basse de la rue.

## Historique
La rue aurait été percée vers 1780, et longeait la partie de l'enceinte qui traversait l'Erdre pour rejoindre la porte Sauvetout, intégrant alors, dans un projet plus vaste, la rue du Cheval-Blanc et la place des Petits-Murs situées sur la rive gauche de la rivière. La construction de l'escalier, destiné à joindre le quartier bas et le quartier haut, n'a débuté qu'en 1839.
La voie a porté les noms de « rue de Murailles », puis « rue des Petits-Murs », avant de reprendre sa dénomination initiale le 30 novembre 1936.
L'aménagement de l'« îlot Boucherie » en 2003-2006, situé sur le côté sud de l'artère permit de mettre en valeur ces vestiges des fortifications médiévales, notamment les fondations de la « tour de l'Erdre » située à l'extrémité ouest de la rue et qui fut intégrée dans les sous-sols de l'immeuble qui fut construit à cet endroit. De même, l'« îlot d'Orléans » en cours d'aménagement au nord de la rue, a également permis de dégager les abords de la « tour Haut-le-Pas » jusqu'ici intégrée dans la cour des immeubles des nos 4 et 6 de la rue de Pont-Sauvetout. Ainsi, le visiteur pourra admirer les vestiges de ce patrimoine grâce à un passage qui sera aménagé depuis le haut de la rue Beaurepaire.
En juin 2018, à l'occasion de la marche des fiertés organisée chaque année par le mouvement LGBT, les marches de l'escalier sont peintes aux couleurs du drapeau arc-en-ciel, emblème du mouvement. L'opération est financée par la ville de Nantes qui souhaite par ailleurs voir l'œuvre pérennisée au-delà de l'été. Quelques jours après, l'escalier est vandalisé en pleine nuit par des inconnus qui le barbouillèrent de peinture blanche. Cet acte de vandalisme provoqua un vif émoi au sein de la ville. La maire de Nantes, Johanna Rolland, qui voit dans cet acte l'expression manifeste d'homophobie et d’intolérance, annonce que la ville va déposer plainte. Le 8 septembre 2018, les marches sont repeintes aux couleurs du drapeau LGBT. La Ville de Nantes et l’association LGBT Nosig s’engagent alors à maintenir celui-ci en bon état, en le repeignant tous les ans et chaque fois qui en sera nécessaire. La demande de pérennisation de la peinture, faite par la municipalité auprès de l’architecte des bâtiments de France, est toujours en cours d'instruction.